# 郝守業
郝守業（1517年—？），字子述，河南開封府鈞州人，軍籍，明朝政治人物。賜進士出身。

## 生平
嘉靖二十八年（1549年）己酉科河南鄉試第四十二名舉人。嘉靖二十九年（1550年）中式庚戌科會試第二百九名，二甲第八十七名進士。官褒城縣知縣。四十三年官陕西漢中府知府。

## 家族
曾祖郝諒；祖父郝秀；父郝松，母劉氏；繼母郭氏。重庆下。弟守平。